# Drilophaga judayi
Drilophaga judayi är en hjuldjursart som beskrevs av Harry K. Harring och Myers 1922. Drilophaga judayi ingår i släktet Drilophaga och familjen Notommatidae. Inga underarter finns listade i Catalogue of Life.